# Centro Universitário Alves Faria
O UNIALFA é uma instituição de ensino superior do Grupo José Alves, com sede em Goiânia.
Em 2009, o curso de direito da Alfa avaliado foi com nota 2 (escala de 1 a 5) no Exame Nacional de Desempenho de Estudantes (Enade).
Em 2007, a faculdade ficou conhecida por criar indevidamente uma turma exclusiva de direito para Marconi Perillo e sua esposa.

## Turma exclusiva para os Perillo
Em 2007, o Ministério Público Federal em Goiás (MPF) ajuizou ação civil pública, com pedido de liminar, em desfavor da Faculdade Alves Faria (Alfa), Marconi Perillo (então senador da República), Valéria Perillo (esposa de Marconi) e a União Federal, por concessão de tratamento privilegiado a agente político. De acordo com a procuradora da república Mariane Guimarães de Mello Oliveira, a Faculdade Alfa, localizada em Goiânia, sob a justificativa de atender necessidades especiais de Marconi Perillo, montou uma turma especial no curso de direito com apenas dois alunos: o senador e sua esposa Valéria Perillo.
Para o MPF/GO o fato viola os princípios da isonomia e da generalidade na prestação de serviços públicos, configura tratamento seletivo e privilegiado sem previsão constitucional ou legal e viola as diretrizes e bases da educação nacional, previstas na Constituição da República e na Lei n.º 9.394/96.
O MPF/GO pediu que a Alfa, Marconi Perillo e Valéria Perillo sejam condenados a pagar indenização, a ser revertida para os alunos daquela faculdade.
A ação tramita na Justiça Federal de Goiás, processo nº 2007.35.00.022088-0, sob apreciação do Juiz Euler de Almeida Silva Júnior (9ª Vara Federal de Goiânia), desde 2007.